# Abzac (Charente)
 Abzac  es una comuna y población de Francia, en la región de Poitou-Charentes, departamento de Charente, en el distrito de Confolens y cantón de Confolens Sur.
Su población en el censo de 1999 era de 544 habitantes.
Está integrada en la Communauté de communes du Confolentais .

## Demografía
| 833 | 741 | 635 | 556 | 523 | 544 |
| Para los censos de 1962 a 1999 la población legal corresponde a la población sin duplicidades (Fuente: INSEE [Consultar]) |     |     |     |     |     |